# Ancora un giorno
Ancora un giorno (Jeszcze dzień życia) è un film d'animazione del 2018 diretto da Raúl de la Fuente e Damian Nenow.
Vincitore dell'European Film Awards per il miglior film d'animazione 2018 e tratto dal romanzo omonimo del 1976 del giornalista polacco Ryszard Kapuściński, il film narra le vicende di un reporter impegnato a testimoniare gli eventi della guerra civile angolana.

## Trama
1975. Ryszard Kapuscinski, reporter di guerra, convince i suoi superiori di un'agenzia di stampa polacca a mandarlo in Angola, allora in piena guerra civile.

## Distribuzione
Il film è stato distribuito nei cinema italiani il 24 aprile 2019 da parte di I Wonder Pictures.